# Partido do Programa Socialista da Birmânia
O Partido do programa socialista da Birmânia(birmanês :  မြန်မာ့ဆိုရှယ်လစ်လမ်းစဉ်ပါတီ) foi um partido político Socialista  birmanês que existiu entre 1962,quando foi criado após o golpe militar na Birmânia liderado pelo general Ne Win ,até 1988 ,quando aconteceu a revolta 8888.
O partido foi fundado pelo general Ne Win e foi o unico partido político legal na Birmânia de 1962 até 1988.
Durante esse periodo o partido teve como objetivo transformar a birmânia em um estado socialista não-marxista-leninista, que não era alinhado nem com a União Soviética nem com os Estados Unidos.

Durante o periodo de sua existência, o partido passou por vários expurgos dirigidos contra membros acusados de serem comunistas ou de seguirem principios Marxistas-leninistas, além de dissidentes do governo ditatorial de Ne Win.